# Harta (Magyarország)
Harta (németül: Hartau;) nagyközség Bács-Kiskun vármegyében, a Kalocsai járásban.

## Elnevezései
Horvátul a településnek két ismert neve van. A felsőszentivániak Karta, a bátyaiak Hartava néven említették.

## Fekvése
A Duna mellett helyezkedik el, Budapesttől mintegy 100 kilométerre délre.
A szomszédos települések: észak felől Solt, északkelet felől Dunatetétlen, kelet felől Akasztó, délkelet felől Kiskőrös, dél felől Dunapataj, nyugat felől Madocsa, északnyugat felől pedig Bölcske, utóbbi két település már a Duna túlsó partján terül el.

### Megközelítése
Legfontosabb közúti megközelítési útvonala az 51-es főút, mely a belterületének nyugati széle mentén halad el. Dunatetétlennel az 5305-ös út köti össze, Nagykékes nevű, különálló településrészére pedig az 53 121-es számú mellékút vezet a központjából.
Vonattal a Kunszentmiklós-Tass–Dunapataj-vasútvonalon lehetett elérni a települést, ott azonban 2007. március 4. óta nincs személyszállítás. Harta megállóhely a lakott terület keleti szélén helyezkedett el, az 53 121-es út vasúti keresztezésétől délre, közúti elérését az abból délnek kiágazó 53 307-es számú mellékút biztosította.

## Története
Harta és környéke ősidők óta lakott helynek számít, amit az itt talált nagyszámú régészeti leletanyag is bizonyít. Területén bronzkorból és avar korból származó település nyomai kerültek elő a földből, valamint gazdag leletanyagú honfoglalás kori temetőt is feltártak itt a közelmúltban.
A település nevét az oklevelek 1187-ben említik először. Nevét 1193-ban Horta, 1289-ben Harta alakban írták.
1187-ben Eufrozina királyné (1146), II. Géza király neje Harta egy részét a székesfehérvári kereszteseknek adta, míg Harta másik része fehérvári várbirtok volt.
A település a tatárjárás alatt lakatlanná vált, s az így elnéptelenedett várföldet (a várjobbágyok, és Hartai(?) nemesek földje mellett) IV. László király, 1289-ben Vejtei Sebestyénnek adta, és határát leíratta. Az oklevélben leírt határ a déli Duna-parttól kelet felé indulva a „várjobbágyok és nemesek Hartája” megfelel a mai Dunapataj mellett fekvő Nagyharta pusztának. Északon Ölle és Szüle faluval (ma puszta) határos.
Hartáról a madocsai rév vitt át a Dunántúlra.
A települést Harta, Kis-Harta, 1455-ben Nagy-Harta neveken említik az okiratok.
1455-ben Mikolai Mihály és Bálint birtoka. 1573-ban, a török időkben a székesfehérvári vár tartozéka. 1686-os összeíráskor már mint néptelen helyet említették.
1722–1724 között a település földesura gróf Ráday Pál volt, aki az elnéptelenedett faluba Württemberg, Hessen, Pfalz és Speyer környéki németeket telepített.
A 20. század elején Pest-Pilis-Solt-Kiskun vármegye Dunavecsei járásához tartozott.
1910-ben 4967 lakosából 1968 magyar, 2962 német volt. Ebből 1447 római katolikus, 836 református, 2626 evangélikus volt.
2001-ben lakosságának 6,4%-a sváb, a többiek nagyrészt magyar nemzetiségűek.
A településhez tartoztak Hartaibojár és Hartaimikla, valamint Dunatetétlen és Érsekiharta puszták is.

### Hartaibojár, Hartaimikla
A 16. században még önálló helység volt. Bojárt (Bolyár) és Miklát 1596-ban Szegedy Márton és András kapták királyi adományként. Az 1754. évi vármegyei nemesi összeírás adatai szerint e két puszta Tersztyánszky László és József, továbbá Vigyázó Pál és Mihály birtoka volt.

### Szülleölle puszta
Nevét 1427-ben említettek először az oklevelek, ekkor került Kormői Péter neje Katalin birtokába. A 18. században a Földváry családé, a 20. század elején a hartaiak birtoka, akik a mintegy 500 hold erdőt 1865-ben kiirtották és szántófölddé alakították át. A helység neve előtte Kisharta volt.

### Szarkási (szőlős)
A falu északi határában lévő, eredetileg 3-6 méter széles és 80-100 méter hosszú parcellákra osztott, pár tíz hektáros, részben homokos terület, amin a helyi lakosság tradicionálisan szőlőt művelt, a szőlőkben elszórtan gyümölcsfákkal. A 4-8 soros, jellemzően gyalogszőlő művelésű parcellák biztosították az egyes családok évi bortermését. Más svábok által lakott vidékekhez hasonlóan itt is főleg siller borokat készítettek, változó minőségben. A helyi sváb nyelvhasználatban "Aspae" néven hívott szőlős a rezgőnyárfa német nevére utal (Aspe), így feltételezhetően korábban nyárfaligetes terület lehetett.
Az elmúlt évszázadokban kis parcellákon főleg a direkt termő otelló adta a siller borhoz szükséges kék szőlőt, a fehér szőlők pedig különböző fajták voltak, mint a 2000-re szinte teljesen kiszoruló, szintén direkt termő nova, az alacsony cukortartalmú, de vékony héja és alacsony savtartalma miatt csemegeszőlőként is igen kedvelt, rózsaszínű bogyójú piros szlanka, valamint a szintén csemegeszőlőként is fogyasztható fehér saszla. Mivel leginkább a homokos részeken termeltek szőlőt, így a filoxéra nem jelentett veszélyt a vesszőről szaporított, nem direkt termő szőlőfajtákra sem.
Az otelló szőlőből külön otelló borokat is készítenek, régebben hosszú áztatással, nagy savtartalmú mélyvörös színben, újabban inkább szemezve, rövidebb ideig áztatva, alacsonyabb savtartalommal készítik. Elmondható, hogy az otelló helyben igen közkedvelt, a helyi vörös és siller borok ízét nagyban meghatározó, rezisztens, kevés kémiai beavatkozást igénylő szőlő. Szokás volt még az otelló szőlők fürtjeit fejjel lefelé fellógatni a padláson, hogy a szemek ne érintkezzenek, mert az így tárolt és aszalódó szőlő egészen tél végig élvezhető csemege volt a paraszti családoknál.
A faluhoz közel eső kis parcellákon nem csak szőlőt, de kisebb mértékben más gyümölcsöt is termeltek. A jellemzően magonc kajszi, őszibarack, "lapos alma", szilva (aminek a legmegbecsültebb fajtájára a francia quetsche szót használták) és meggy mellett az egres és a ribizli volt jellemző a sorok közt. Az egrest és a ribizlit a parcellák közepére ültették, hogy a dűlőúton baktató, megéhezett kapásokat kevésbé tegyék ki a kísértésnek.
Az 1990-es évek végétől a borszőlő háztáji termelése hanyatlásnak indult és a kis parcellák jelentős részét elhanyagolták, azok elgazosodtak. A 2000-es években az eredeti terület falutól messzebbi dűlőit egyre inkább szántónak kezdték el használni, a szőlőtermesztés visszaszorult a faluhoz legközelebb eső 2 dűlőre (amiből az első dűlő dupla hosszúságú), majd néhány gazda több összevont parcellára akácligetek telepítésébe kezdett, míg mások szintén több parcellát összevonva gyümölcsösöket telepítettek. A terület kisebb részén megmaradt keskeny szőlősök jelentős részét is magasművelésűre alakították, tradicionális gyalogszőlő már csak mutatóban maradt.

### A Harta-sziget
A falutól 1-1,5 km-re, a hartai Duna-part déli részén, nyugatról a Duna, keletről a főmederből nagy víznél kialakuló elágazás és kis víznél annak többnyire iszapos medre határolja a hartai szigetet. A mellékág csak a község déli szomszédjánál Dunapataj területén ér véget, ahonnan azonban nehezen megközelíthető. Az így körbehatárolt terület 4–5 km hosszú és többnyire csak 50-100 méter széles, még a legszélesebb részen sem több 2-300 méternél. A sziget északi fele közigazgatásilag Hartához, míg a déli része Dunapatajhoz tartozik (az áramszolgáltató trafója, nagyjából jelzi a határvonalat). A sziget északi csúcsánál lévő beömlési ponton a víz a közeli dunaföldvári vízmérce +150 centiméter körüli állásánál kezdi feltölteni a hartaiak által Kis-Duna, a dunapatajiak által Katlag néven ismert, manapság már többnyire kiszáradt vagy pocsolyás, iszapos medret. A Kis-Duna árterületét főleg hatalmas nyárfák és buja aljnövényzet, sok helyen mellkasig érő csalános határolja, kiépített ösvények hiányában a partja nehezen megközelíthető.
A szigetet határoló Kis-Duna falu felőli, keleti oldalával 1–2 km hosszan fut párhuzamosan az EuroVelo 6, az Atlanti-óceánt a Fekete-tengerrel összekötő kerékpárút egy szakasza, amelyről egy 100 méteres kitérővel a szigetet a járművekkel is használható, 1998-ban épült hídon keresztül lehet elérni. A sziget gerincén vezető 2,5-3 méter széles aszfaltos útszakasz a turisták, a hétvégi ház tulajdonosok és az állandó lakosok fő közlekedési útvonala, habár 2–3 km után egy gondozatlan földúttá változik és személygépkocsikkal dél felé már szinte járhatatlan, így Dunapataj felől csak korlátozott mértékű a forgalom.
A sziget hartai részén a II. világháború előtt gondozott gyümölcsösök, a nagy Duna partjához kikötve még úszó vízimalmok is voltak, a sziget belsejében néhány tanyával és pár kisebb épülettel. A háború utáni államosítások során a sziget északi része a hartai Lenin TSZ birtokába került, később a tagok számára kis parcellákon többnyire kis alapterületű hétvégi házak épülhettek. A szigetet körülvevő vizek már akkor is kedvenc horgászhelyek voltak, egészen a 70-es évek végéig a kis-Duna vízellátását alacsonyabb vízállásoknál is biztosította délről a Duna, kisebb vízíjárművekkel a sziget körülhajózható volt. A Duna hordalék-egyensúlyi állapota azonban a felső-Dunán kiépült duzzasztóművek miatt felborult, a folyamszabályzások és a túlzott folyamkotrás miatt a Duna meder Dunaföldvárnál 5 métert is mélyült, így a kis-Duna szakasz egyre inkább eliszaposodott és csak magas vízállások esetén töltődik fel vízzel, habár a 2013-as nagy dunai árvíz során még a szigetre vezető közúti híd is víz alá került és a legtöbb szigeti ingatlanba is betört az ár. A Kis-Duna medre napjainkban már a keresztben ledőlt fák miatt sem navigálható vízíjárművekkel, még magasabb vízállásoknál sem.
A rendszerváltás után több a Kis-Duna (Katlag) felélesztését és a sziget fejlesztését célzó próbálkozás is történt több.kevesebb sikerrel. Az első nagyszabású rehabilitációs és fejlesztési tervek a 90-es évek közepén indultak és bár a kis-Duna mélyítése és vízellátásának a malac-öböl felőli biztosítására tettek költséges kísérleteket, a szűkre szabott kimélyített medret gyorsan visszatöltötte a folyó. A Duna és a Kis-Duna átvágással történő összekötését a sziget legkeskenyebb részén, a helyiek által malac-öböl néven ismert helyen tervezték, de a projekt befejezetlen maradt, sőt az öbölben dolgozó kotró-uszály fel is borult és megcsonkított roncsa még a 2020-as években is látható az öbölben, egy abortált kísérlet rozsdás mementójaként.
A Kis-Duna állandó vízellátását ugyan nem sikerült még megoldani, de 1998-ban sikeresen felépült a sziget megközelítését egész évben lehetővé tevő közúti híd megépítése, mely óriási lökést adott a sziget fejlődésének. A 90-es évek első felében néhány vállalkozó látott fantáziát a sziget turisztikai célú fejlesztésében és 1993-ban megépült a Panoráma Archiválva 2022. február 7-i dátummal a Wayback Machine-ben vendéglő és a híd mellett egy söröző is helyet kapott. A sziget turisztikai vonzerejét az árnyas pázsitos pihenő és az apró-kavicsos partszakasz adja, ahol meleg napokon sokan fürdenek a Duna hűsítő vizében. A sziget csúcsa már a 70-es és 80-as években is kedvenc kikötő és éjszakázó helye volt az észak-déli dunai kenu túráknak és a "vadkempingezőknek". A 2010-es évek végére az Hartai Önkormányzatnak sikerült a sok száz egykori TSZ tag és örököseik osztatlan közös tulajdonában lévő terület jelentős részét megvásárolni illetve adományként befogadni és a szigetcsúcs fejlesztésének új lendületet adni. A sziget északi "hegyes csúcsán" lévő, a helyiek által "Spicc" néven ismert sörkertet felújítva és kibővítve, a kempingezők és átutazó vízi és kerékpáros turisták számára vizesblokkot és konyhát építve a hartai sziget látogatottságát jelentősen megnövelték. Zenei és egyéb szórakoztató programok szervezésével, a hartai sziget mind a helyiek, mind az odalátogató turisták, illetve az átmenő turistaforgalom kedvelt pihenő és szórakozóhelye lett, a több éve megrendezett sok ezer látogatót vonzó "Őrült Hajók Versenye" pedig feltette a hartai szigetet az országos turisztikai programok térképére is.

## Nevének eredete
Egyes műkedvelő helytörténészek szerint a község neve a német „hart” (kemény) szóból származhat, ugyanis Hartát nagyrészt német telepesek népesítették be a 18. században. A környékbeliek szerint rendkívül keményen dolgoztak, ezért kaphatta a település ezt a nevet. Más, idősebb hartaiak pedig úgy tartották, hogy a falu neve azért lett Harta, mert amikor az első német-ajkú protestáns családok ulmi skatulyáikon (Ulmer Schachte l) megérkeztek a Dunán, nagyokat dobbantottak a lábukkal a helyi kötött, néhol anyagos "kemény" talajon és emiatt nevezték el így új otthonukat.
A fenti magyarázatok a népetimológia kategóriába esnek, az új telepesek hiányos helytörténeti ismeretei miatti találgatások a település nevének a német "hart" (kemény) szóhoz való hasonlósága miatt kaphattak szárnyra. A "hart" szó összekötése a helyi talajjal, illetve a legendásan keményen dolgozó hartai svábokkal azonban logikailag megalapozott magyarázatnak tűnhetett sokaknak.
A falu 1723-ban kezdődő újratelepítése előtti dokumentumok egyértelművé teszik a település nevének korábbi eredetét. Hartára vonatkozó legrégebbi írásbeli említés egy 1289 évből való adománylevélben olvasható. 1409-ben Egyházasharta, 1455-ben Nagy-Harta néven említik az oklevelek, ekkor Mikolai Mihály és Bálint birtoka. Tekintve, hogy a falut Horta vagy Harta néven már 12–13. századi oklevelek is említik, neve nyilvánvalóan nem származhat a 18. századi német telepesektől.

## Közélete

### Tanácselnökei
- 1950–1957: Kővári Péter[9]
- 1957–1960: Pergel István[10]
- 1960–1963: Kovács László[11]
- 1963–1965: Bíró Géza[12]
- 1965–1980: Nánai András[13]
- 1980–1990: Szokola Imre[13]

### Polgármesterei
- 1990–1991: Lehr Péterné Halák Rózsa Aranka (független)[14][15]
- 1991–1994: dr. Leitert János (független)[16]
- 1994–1998: András István (független)[17]
- 1998–2002: András István (független)[18]
- 2002–2006: András István (független)[19]
- 2006–2010: András István (független)[20]
- 2010–2014: András István (független)[21]
- 2014–2019: Dollenstein László (független)[22]
- 2019–2024: Dollenstein László (független)[23]
- 2024– : Dollenstein László (független)[1]

## Népesség
A település népességének változása:
| Lakosok száma | 3417 | 3362 | 3239 | 3233 | 3176 | 4337 | 3368 | 3332 |
|               | 2013 | 2014 | 2018 | 2019 | 2021 | 2022 | 2023 | 2024 |

A 2011-es népszámlálás során a lakosok 83,9%-a magyarnak, 3,6% cigánynak, 20,9% németnek, 0,3% románnak mondta magát (15,9% nem nyilatkozott; a kettős identitások miatt a végösszeg nagyobb lehet 100%-nál). A vallási megoszlás a következő volt: római katolikus 26,4%, református 12,2%, evangélikus 23%, görögkatolikus 0,5%, felekezeten kívüli 11,8% (24,9% nem nyilatkozott).
2022-ben a lakosság 83,1%-a vallotta magát magyarnak, 8,5% németnek, 3,7% cigánynak, 0,4% románnak, 0,3% szerbnek, 0,3% szlovák, 0,2% ukrán, 0,1-0,1% lengyelnek, görögnek és horvátnak, 1,6% egyéb, nem hazai nemzetiségűnek (15,6% nem nyilatkozott; a kettős identitások miatt a végösszeg nagyobb lehet 100%-nál). Vallásuk szerint 15,2% volt evangélikus, 14,7% római katolikus, 7,1% református, 0,1% görög katolikus, 0,2% ortodox, 0,9% egyéb keresztény, 1,5% egyéb katolikus, 10,3% felekezeten kívüli (50% nem válaszolt).

## Nevezetességei
- Nemzetiségi Ház
- Felvidéki szoba
- Dübörgő Sváb Bogarak
- Ribogzi zenekar
- Református templom (1835)
- A falutól északkeletre Dunatetétlen felé Állampusztán az Állampusztai Országos Büntetés-végrehajtási Intézet
- Hartai bútorkészítés
- Duna-parti Markó-kúria
- Markó Gergely Imre és a Háziszörnyecskéi (Ládika és Fülűcske)